# Cimetière militaire français de Keelung
Le cimetière militaire français de Keelung (chinois : 基隆法軍公墓) est un cimetière militaire français situé à Taïwan, dans la ville de Keelung. Il regroupe plus de 700 militaires français tués au combat ou morts de maladie durant l'expédition de la campagne de Keelung de l'amiral Courbet lors de la guerre franco-chinoise (1881-1885).

## Histoire

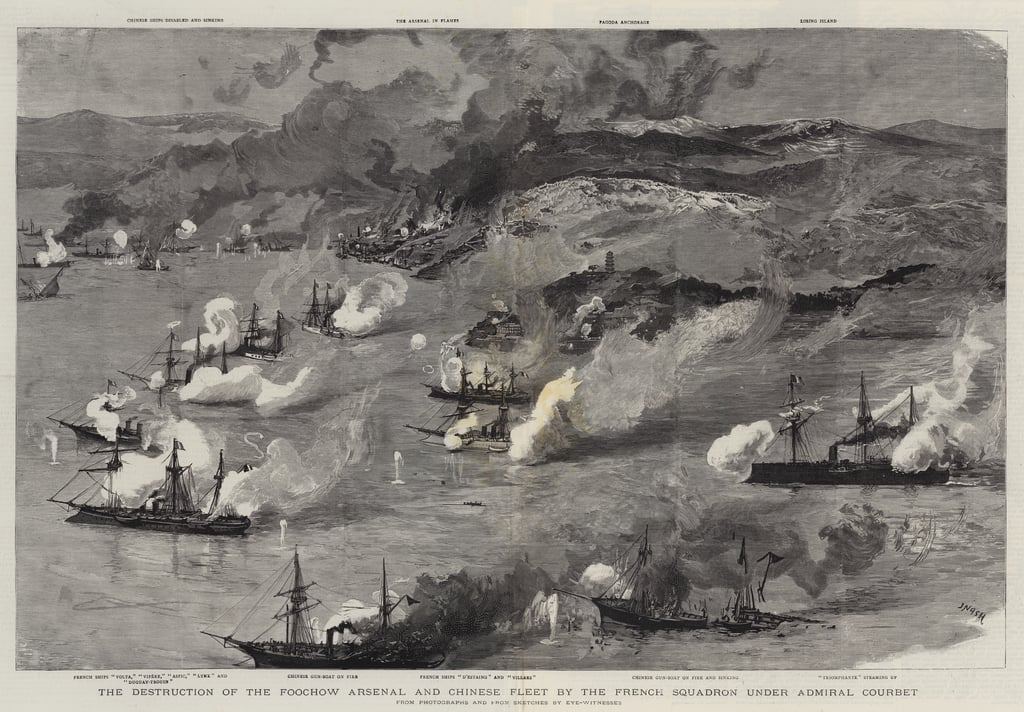
Tableau représentant la bataille navale de Fuzhou.

Alors que la France souhaite la conquête du Tonkin, elle affronte d'abord la Chine qui est réticente à abandonner ses prétentions sur ce territoire. L’incident de Bac Le, en juin 1884, précipite les deux pays dans la guerre franco-chinoise. Le 23 août 1884, l’amiral français Amédée Courbet anéantit l’arsenal de Fou-Tcheou. Puis la flotte française organise le blocus du Yang-Tse Kiang, tandis que 4 000 hommes occupent Formose et les îles Pescadores. Par le traité de Tien-Tsin signé le 9 juin 1885, la Chine renonce à ses droits sur le Tonkin et sur l’Annam, qui deviennent protectorats français. Toutefois, la France perd 700 soldats : 120 sont morts sur le champ de bataille, 150 ont succombé à leurs blessures et les autres ont été victimes de maladies. Ils sont enterrés dans deux cimetières militaires français, l’un à Keelung, l’autre à Makung (Pescadores), qui sont aménagés par le Génie entre juin et juillet 1885. En 1909, les dépouilles inhumées à Makung sont transférées au cimetière de Keelung. La parcelle funéraire no. 2-1 est d’une superficie de 0,1630 hectare, se situe à Tchong Pan Teou, dans le district de Zhongzheng. Le 14 avril 1947, le consul général de France à Shanghai, M. Bayens, informe le Ministère des Affaires étrangères du délabrement complet du cimetière et fait procéder à des travaux d'urgence. En 1953, le ministère des Affaires étrangères de la République de Chine et les autorités françaises conviennent du transfert des restes de deux officiers français morts au combat, à bord de l'aviso commandant Pimodan (F739).